# Kit (ozvezdje)
Kit oziroma latinsko in tudi angleško Cetus, po starogrški morski pošasti Cetus, je eno izmed največjih ozvezdij, vendar v njem prevladujejo šibkejše zvezde. V njem leži znamenita spremenljivka Mira.

## Zvezde
Najsvetlejša zvezda v ozvezdju Kita je oranžna orjakinja Deneb Kaitos oziroma Difida (β Kita) z navideznim sijem 2m0 in je . Sledi ji α Kita (2m5), za njo pa še Eta (3m4) in γ Kita in Tav (3m5).

### Spremenljivke
AA Kita je trojni zvezdni sistem in prekrivalna spremenljivka. UV Kita je dvozvezdje in periodična nova.

#### Mira
Mira, Omikron Kita in Čudovita so imena, ki so jih nadeli prvi odkriti spremenljivki nasploh. Ta rdeča orjakinja svoj sij spreminja od približno 10. magnitude do 4. ali 3. magnitude, kar je prvi opazil nizozemski astronom David Fabricus 13. Avgusta 1596. Ob nekaterih maksimumih je bila tako svetla kot Severnica, enkrat pa celo bolj. Je pulzirajoča spremenljivka z minimalnim premerom 400-krat večjim kot Sonce, maksimalnim pa 500-krat večjim.

## Nezvezdna telesa
Kit leži daleč proč od Rimkske ceste, zato je v njem vidnih mnogo oddaljenih galaksij, saj jih ne oslabijo medzvezdni oblaki prahu.
Najsvetlejša galaksija v Kitu je M77 oziroma NGC 1068 sveti z 9. magnitudo. Leži blizu Delta Kita. Leži okoli 5 000 000 ly proč od nas in sodi med Seyfertove galaksije in močno seva v radijskem delu spekter elektromagnetnega valovanja. K nam je obrnjena v smeri svoje vrtilne osi.
Jata galaksij JKCS 041 je potrjeno najbolj oddaljena jata galaksij, ki je bila kdajkoli opazovana.
Planetarna meglica NGC 246 ali Kitov obroč z 8. magnitudo in leži 1600 ly proč od Zemlje.

## Ekliptika
Kit v resnici ni del zodiaka, vendar ekliptika prečka manj kot četrt stopinje njegovega ˝ ozemlja˝ . Tako se v njem za kratek čas nahaja del Sonca in planeti ter Luna. Asteroidi pa se zaradi večjega odmika njihove krožnice od ekliptike (inklinacija) lahko v Kitu zadržijo več časa. Eden od njih, 4 Vesta, je bil odkrit prav v njem.

## Mitologija in zgodovina
Kit je bil morda originalno mišljen kot kit, ki bi imel poseben mitični položaj v Mezopotamskih kulturah, najpogostejše pa so asociacije na Cetusa, pošastijo, ki jo je ubil Perzej, ko je rešil Andromedo. Kit leži v nebesni regiji imenivani ˝Morje˝, saj tam ležijo mnoga ozvezdja, ki povzročajo asociacije na vodo (npr.Vodnar).
Skozi zgodovino so ga upodabljali različno. Johan Bayer ga je v 17. stoletju upodabljal kot ˝zmajsko ribo˝. Willem Blaeu in Andreas Cellarius sta ga risala kot kitu podobno kreaturo-v istem obdobju. Zmeraj pa je bil uprizorjen kot riba z živalsko glavo ali nekaj podobnega.

### Astronomija po svetu
Na Kitajskem je bil Kit del dveh ozvezdij-Črne želve severa (北方玄武, Běi Fāng Xuán Wǔ) in Belega tigra severa (西方白虎, Xī Fāng Bái Hǔ).
Na Havajih je bil Kit mogoče imenovan Kane.